# Yan Pascal Tortelier
Yan Pascal Tortelier (ur. 19 kwietnia 1947 w Paryżu) – francuski dyrygent i skrzypek.

## Życiorys
Syn wiolonczelisty Paula Torteliera. Studiował w Konserwatorium Paryskim u Nadii Boulanger (kontrapunkt i harmonia). W 1961 roku uzyskał dyplom i I nagrodę w grze na skrzypcach. W 1962 roku debiutował publicznie w Londynie jako solista, wykonując Koncert podwójny na skrzypce i wiolonczelę op. 102 Brahmsa. Po dalszych studiach u Franca Ferrary w Accademia Musicale Chigiana w Sienie (1973) rozpoczął działalność jako dyrygent. Od 1974 do 1982 roku prowadził Orchestre National du Capitole w Tuluzie. W 1978 roku po raz pierwszy wystąpił w Wielkiej Brytanii wraz z Royal Philharmonic Orchestra, a w 1985 roku w Stanach Zjednoczonych z Seattle Symphony Orchestra. W latach 1989–1992 dyrygował Ulster Symphony Orchestra. Od 1992 do 2003 roku pełnił funkcję pierwszego dyrygenta BBC Philharmonic Orchestra w Manchesterze.
Dokonał nagrań płytowych m.in. wszystkich utworów Claude’a Debussy’ego, Paula Dukasa i Maurice’a Ravela. W jego dorobku znajdują się ponadto nagrania utworów Witolda Lutosławskiego i poematów symfonicznych Mieczysława Karłowicza dla wytwórni Chandos.